# Xi Kang
Xī Kāng (chinesisch 嵇康, heute auch transkribiert als Jí Kāng; auch bekannt als 叔夜,  Shūyè und als 中散大夫,  Zhōngsàn Dàifu; * 223 im Staat Wei; † 262) war ein Dichter, Philosoph und Musiker in der politisch brisanten Zeit der Drei Reiche. Er widmete sich einem zurückgezogenen, beschaulichen Leben, das er durch richtige Ernährung und Lebensführung auf mehrere hundert Jahre auszudehnen hoffte, was ihm jedoch nicht gelang: Im Alter von 40 Jahren wurde er hingerichtet.
Als bedeutender Musiker und Komponist schrieb er über die Qin-Komposition (琴赋,  Qínfù) und über die Bedeutung und Beschaffenheit der Musik (声无哀乐论,  shēng wú āilè lùn – „die Musik ist ohne Trauer und Freude“), er befasste sich aber auch mit daoistischen Praktiken der Lebensverlängerung (养生论,  yǎngshēng lùn) und vielen anderen Themen.
Der chinesischen Geschichtsschreibung gilt er meist als geistesgeschichtliches enfant terrible und sittenloser Konfuziusgegner. Tatsächlich plädierte er in seinen Werken dafür, dem eigenen Verstand Vorrang zu geben vor Autoritätsbeweisen in Form von anekdotischen Geschichten chinesischer Geistesgrößen, die traditionell als wichtigstes Mittel der Argumentation angewendet wurden und zweifelte dabei auch die Glaubwürdigkeit solcher Überlieferungen an. Dennoch berief er sich auch selbst auf Zitate aus konfuzianischen Texten, um seinen Standpunkten mehr Gewicht zu verleihen.
Xi Kang gilt als einer der Sieben Weisen vom Bambushain.